# Siedlung Italienischer Garten

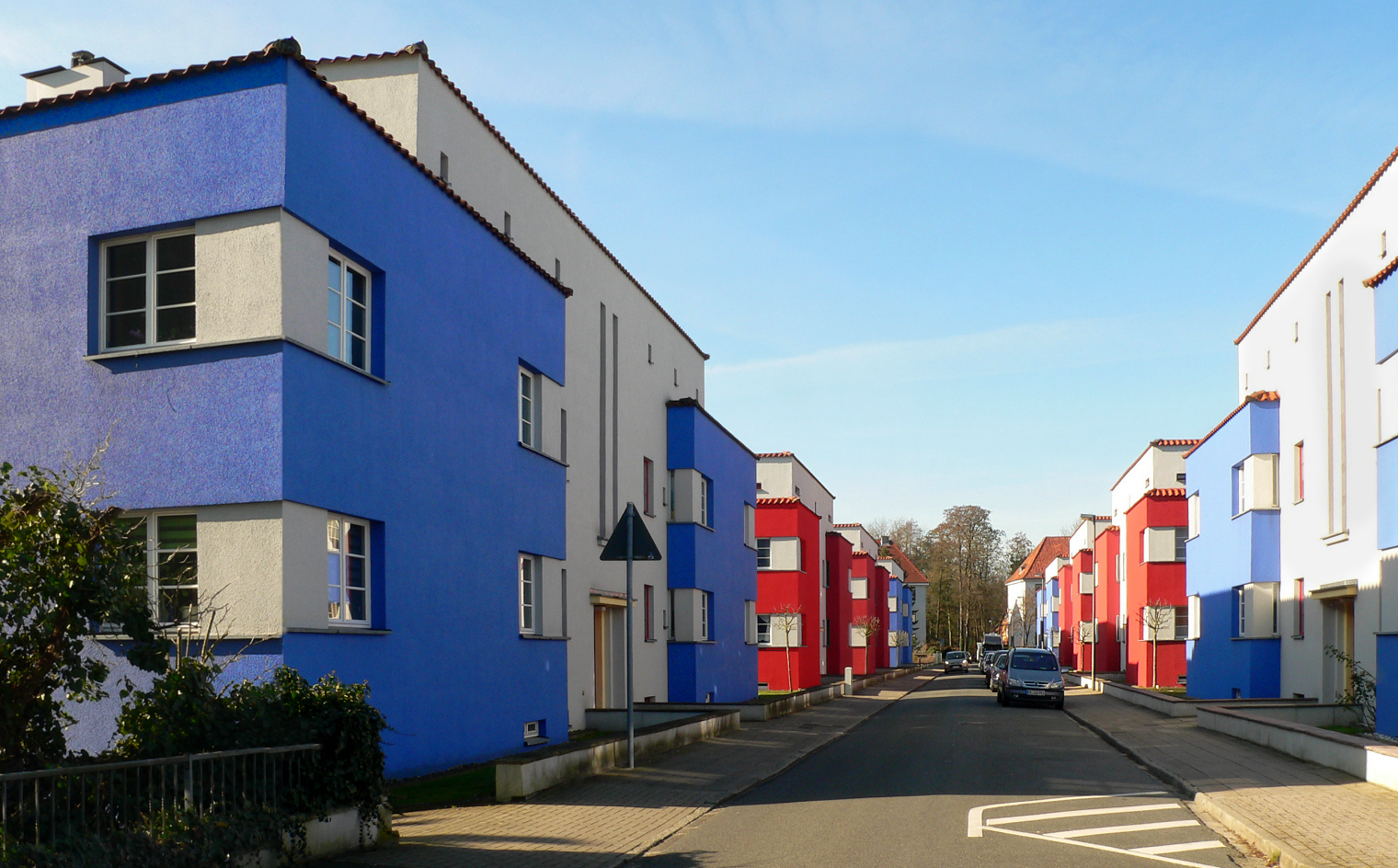
Siedlung Italienischer Garten in Celle

Die Siedlung Italienischer Garten ist eine Wohnsiedlung in Celle in Niedersachsen und wurde nach Plänen des Architekten Otto Haesler 1924 bis 1926 erbaut. Die heute denkmalgeschützte Anlage gilt als erste farbig gestaltete Wohnsiedlung des Neuen Bauens.

## Lage
Die Siedlung entstand südöstlich der Altstadt von Celle auf dem langgestreckten Grundstück des früheren Italienischen Gartens. Das einstige Renaissancegarten-Gartengrundstück grenzte einst östlich an den Französischen Garten an. Beide Gärten entstanden im 17. Jahrhundert als königliche Gärten.
Die zehn Gebäude der Siedlung mit ihren insgesamt 44 Wohnungen liegen an zwei Straßen. Die beiden Kopfbauten tragen die Adressen Wehlstraße 29 und 31. Zwischen beiden Gebäuden zweigt im rechten Winkel die beim Bau der Siedlung neu angelegte Straße Italienischer Garten nach Osten ab, wo die zugehörigen acht Siedlungsbauten die Hausnummern 1 bis 8 tragen.

## Geschichte
Bauträger der Siedlung war die Genossenschaft Volkshilfe unter der offiziellen Bezeichnung Volkshilfegesellschaft mbH, die sich als gemeinnützige Bauvereinigung von Celler Bürgern Geld als Arbeitskapital lieh. Gegründet wurde die Volkshilfe 1923 vom Celler Kaufmann und späteren Reichstagsabgeordneten Wilhelm Jaeger (DNVP). Jägers Intentionen bestanden darin, durch „bürgerliche Selbsthilfe“ die „Wohnungsnot mit ihren volksschädlichen Erscheinungen“ zu bekämpfen. 1924 erwarb die Volkshilfe von der Stadt Celle den früheren Italienischen Garten als Baugelände. Die Bauarbeiten liefen abschnittsweise von November 1924 bis Februar 1926. Im Januar 1926 waren alle Wohnungen bezogen.
Aufgrund der mit bis zu 129 m² bzw. 143 m² großzügig konzipierten Wohnungen fielen Baukosten und Mieten entsprechend hoch aus. Käufer und Bewohner der Häuser kamen daher nicht aus der Arbeiterschaft, sondern gehörten als Beamte, Ärzte, Kaufleute und Lehrer zur gehobenen Mittelschicht.
Die Gebäude der Siedlung gehören – ohne die beiden Kopfbauten an der Wehlstraße – bis heute zum Bestand der Wohnungsbaugenossenschaft Volkshilfe e.g Celle, die bei der Verwaltung mit der Südheide e.G. kooperiert.

## Architektur

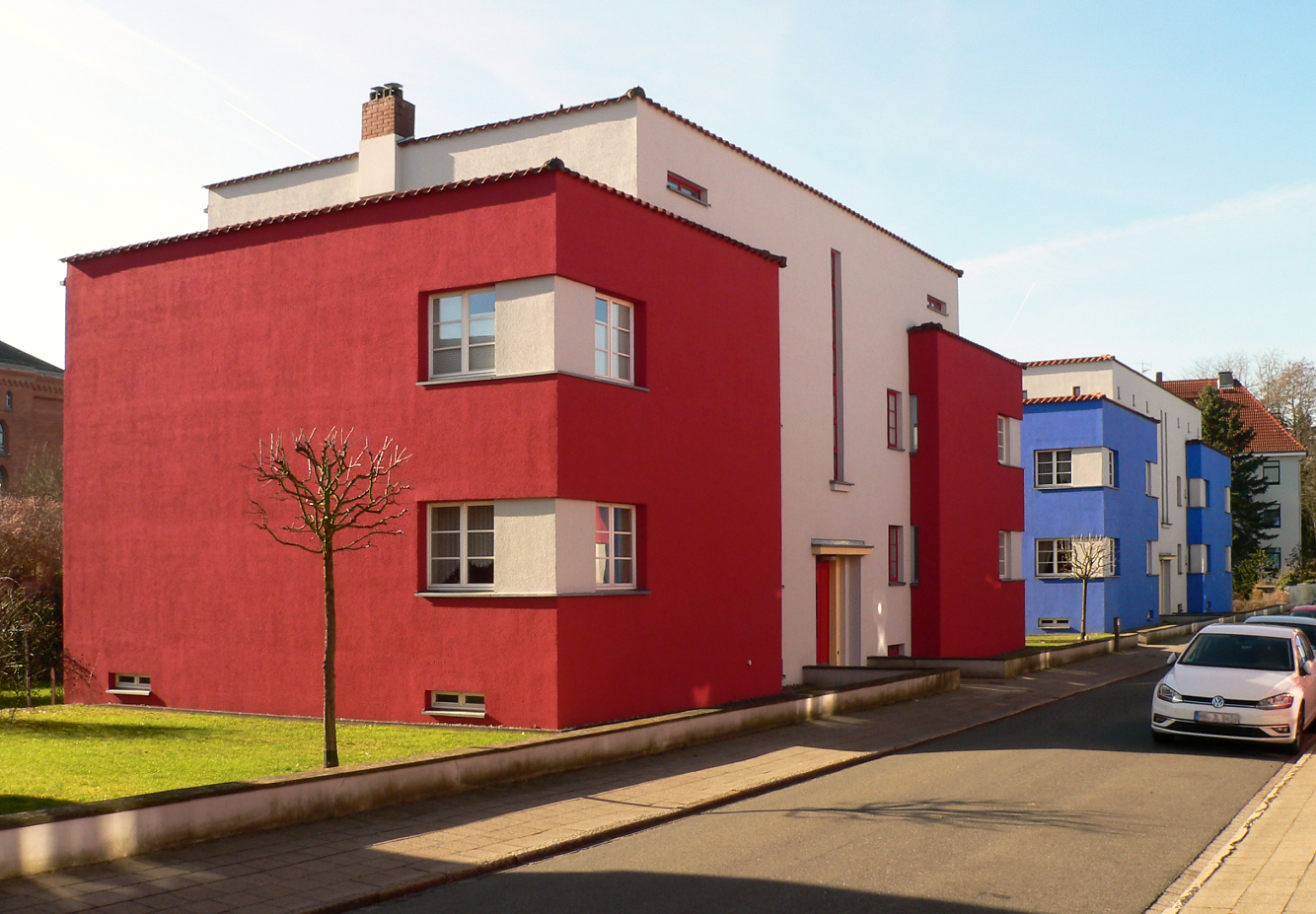
Ein Vierfamilienhaus mit roter Fassade

Die beiden querstehenden, breit gelagerten Walmdachbauten an der Wehlstraße markieren die Eingangssituation zur Siedlung und stammen trotz der traditioneller gestalteten Fassaden ebenfalls von Otto Haesler und aus derselben Zeit. Im Innern der Sechsfamilienhäuser befinden sich jeweils Sechs-Zimmer Wohnungen mit großbürgerlichem Zuschnitt und 145 m² Wohnfläche.
Hinter diesen beiden Torhäusern liegen mit einem ganz anderen Erscheinungsbild im Straßenzug Italienischer Garten acht Vierfamilienhäuser mit Flachdach, die sich in zwei Viererreihen gegenüber stehen. Jedes Haus verfügt über einen eingefriedeten Vorgarten und einen rückwärtigen Nutzgarten.
Die Häuser bestehen aus einem in weiß gehaltenen zweieinhalbgeschossigen rechteckigen Mittelteil mit Eingangsbereich und zwei farbigen zweigeschossigen Seitenteilen. Die beiden Seitenteile erscheinen als Kuben um den mittleren Block herumgeschoben. Die Mittelteile sind ein Halbgeschoss höher, das als Trockenboden dient. Die Fenstergestaltung in den Seitenkuben mit an die Hauskante gerückten Fenstern hebt die Plastizität des Baus hervor. Mit der in blau und rot gehaltenen Farbgestaltung der Fassaden, die die architektonische Wirkung verstärkt, hatte der Architekt Otto Haesler den Maler und Architekten Karl Völker betraut. Zu dem Zeitpunkt bestanden in Celle noch keine städtischen Vorgaben für die Farbigkeit von Hausanstrichen.
In den rot abgesetzten Häusern befinden sich Drei-Zimmer Wohnungen mit 85 m² Wohnfläche und in den blau abgesetzten Häusern Vier-Zimmer Wohnungen mit 129 m² Wohnfläche. Der auch hier gegebene großbürgerliche Zuschnitt lässt sich daran ablesen, dass zu jeder Wohnung ursprünglich ein kleines Dienstmädchenzimmer gehörte. An der rückwärtigen Fassade weisen die Wohnungen kleine halbrunde Balkone auf. Zu jeder Wohneinheit gehörte rückwärtig ein 250 m² großes Gartenstück zur Selbstversorgung.

Gebäude
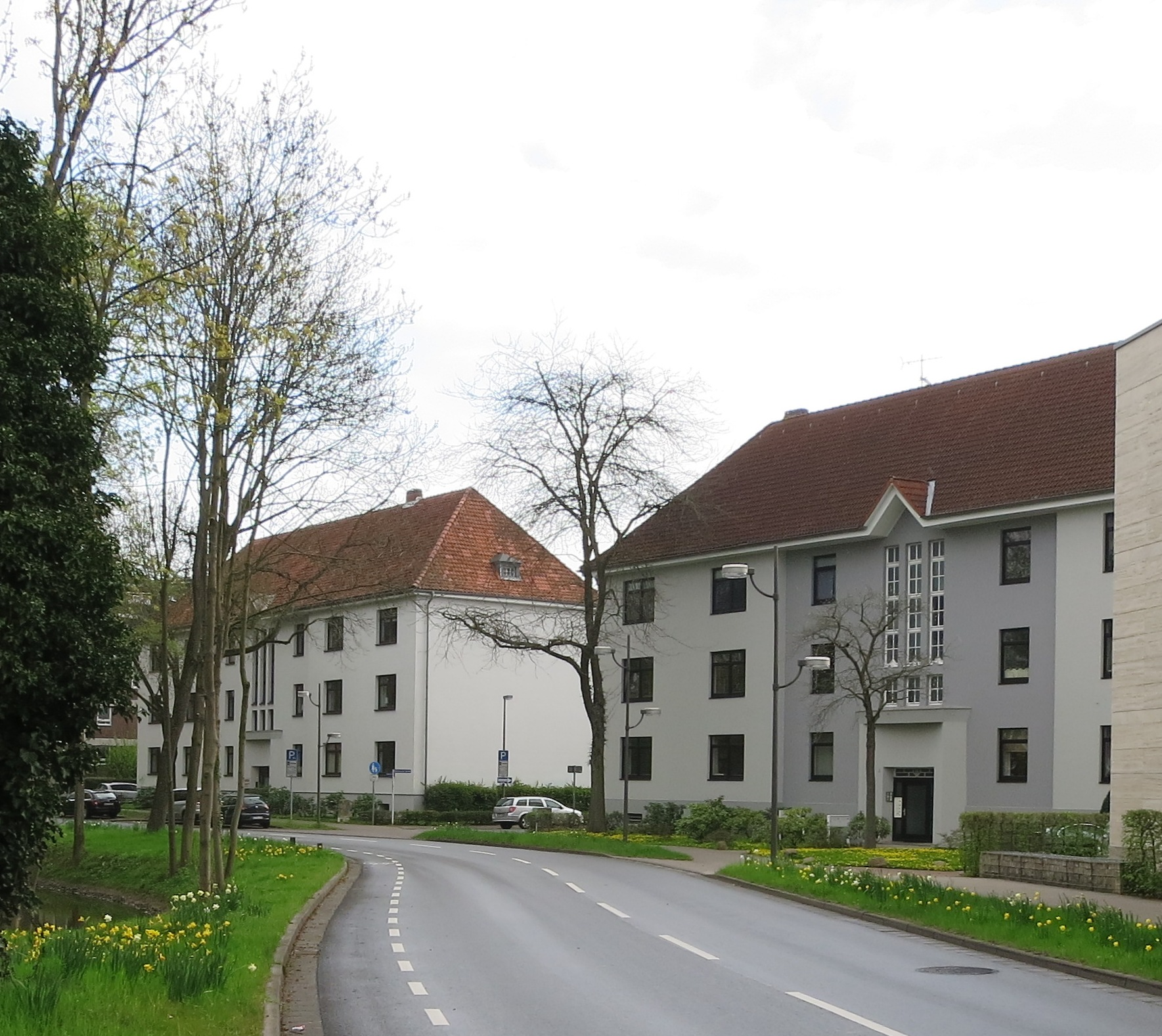
Die beiden Sechsfamilienhäuser mit Walmdach als Eingangssituation zur Straße Italienischer Garten
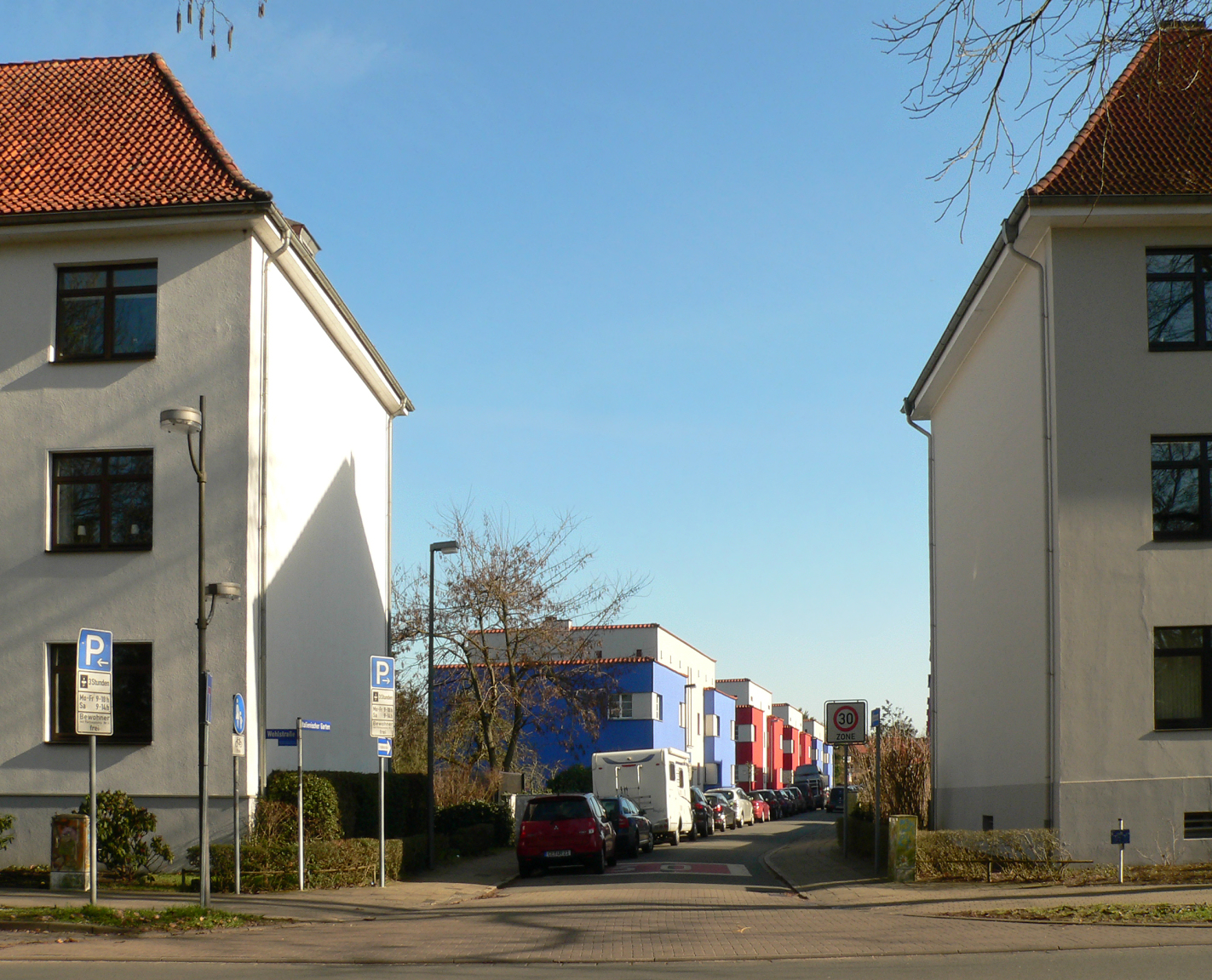
Blick zwischen den Sechsfamilienhäusern hindurch in die Siedlung
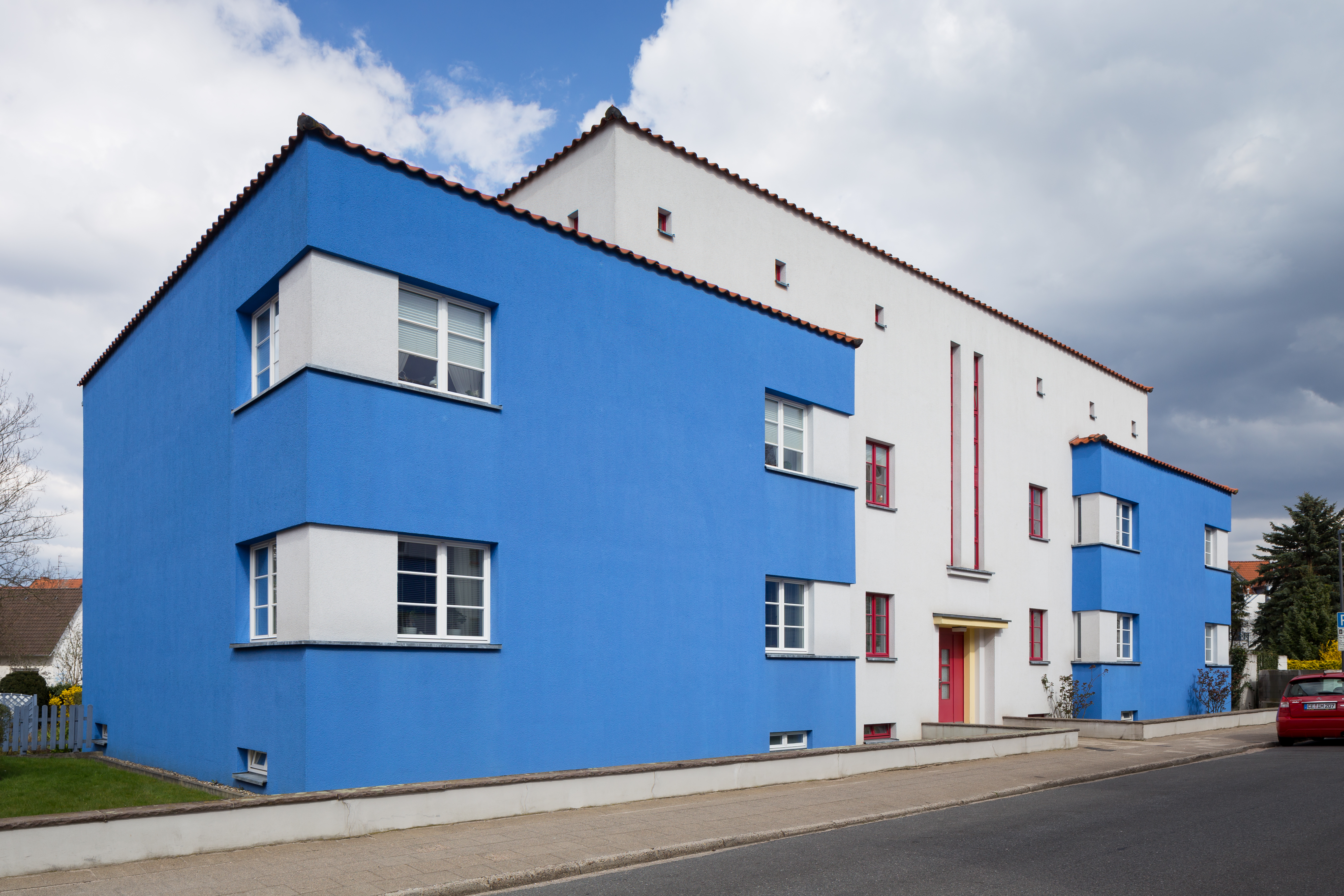
Wohnblock
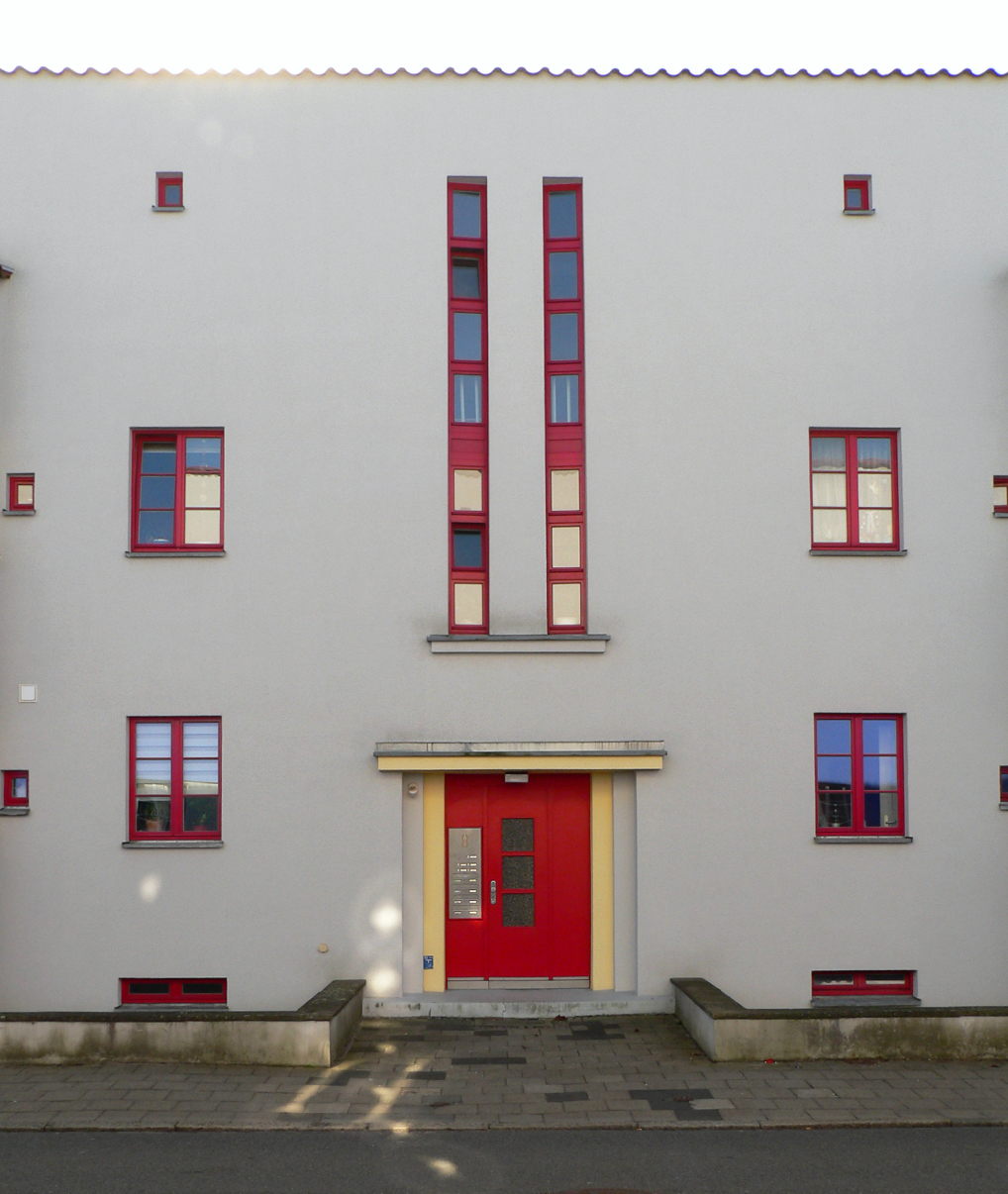
Der Mittelteil eines Wohnblocks mit dem Hauseingang
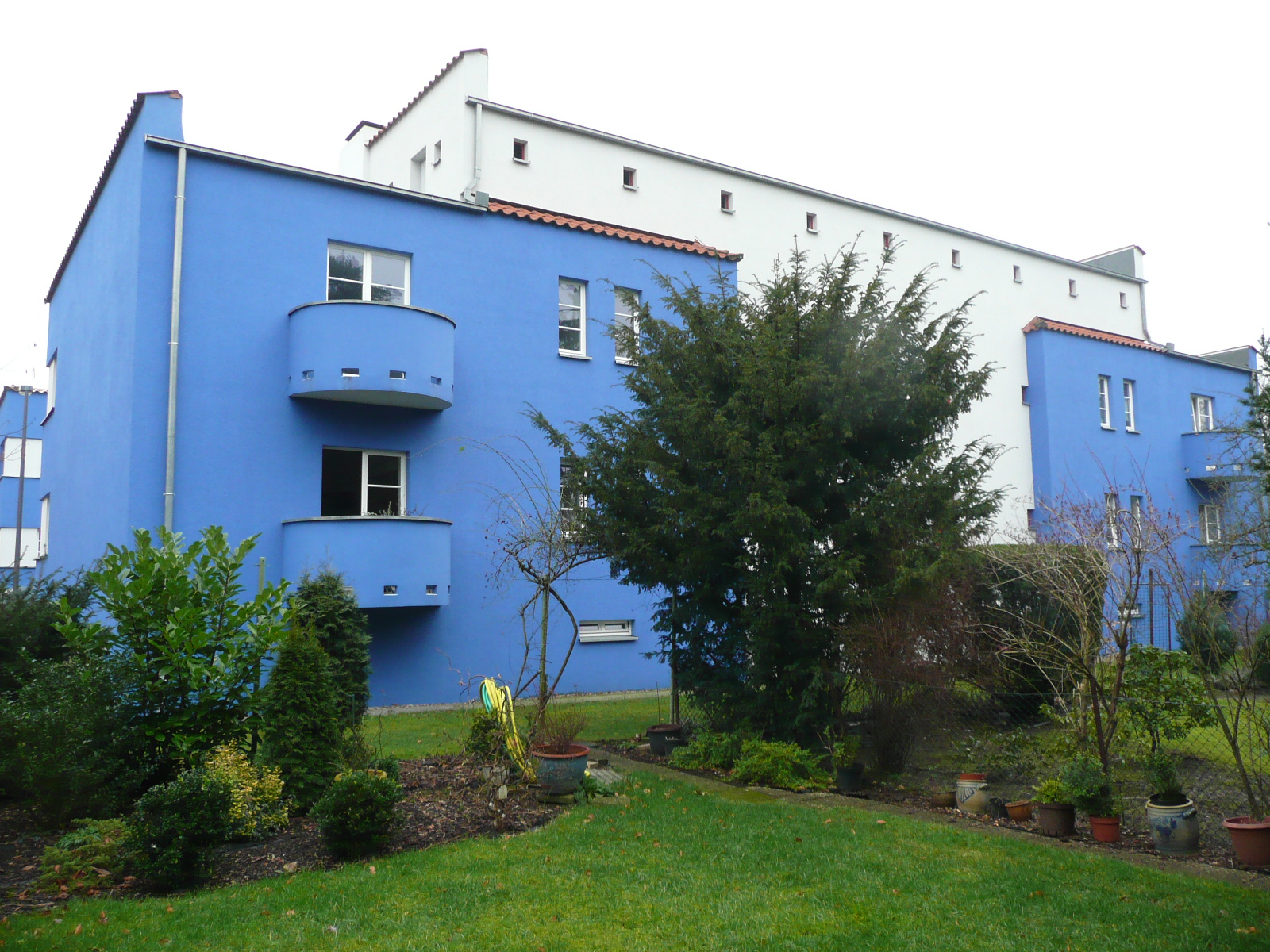
Rückfassade von Italienischer Garten 1 (2008)
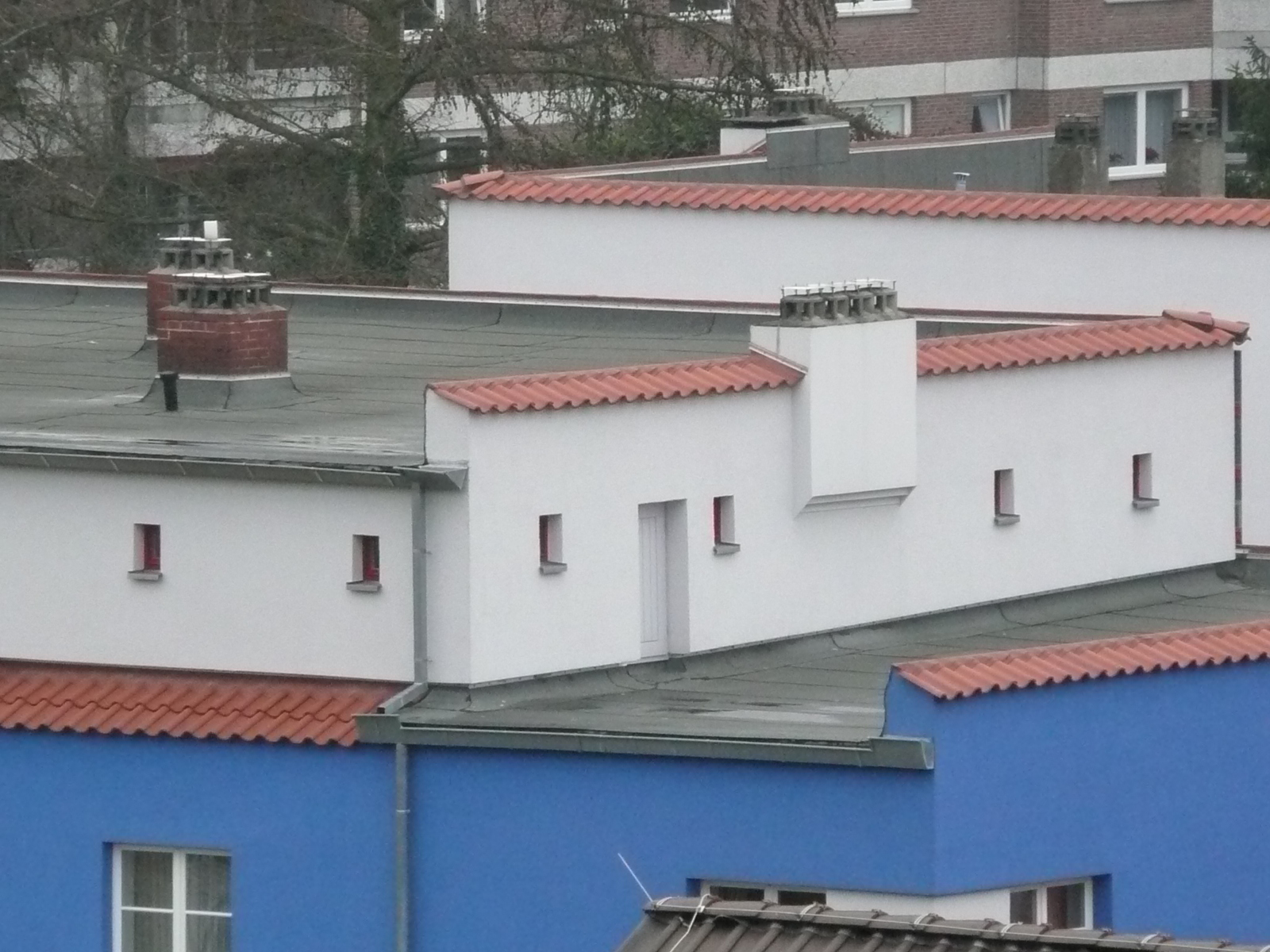
Flachdächer mit Attika und Ziegelabdeckung (2008)
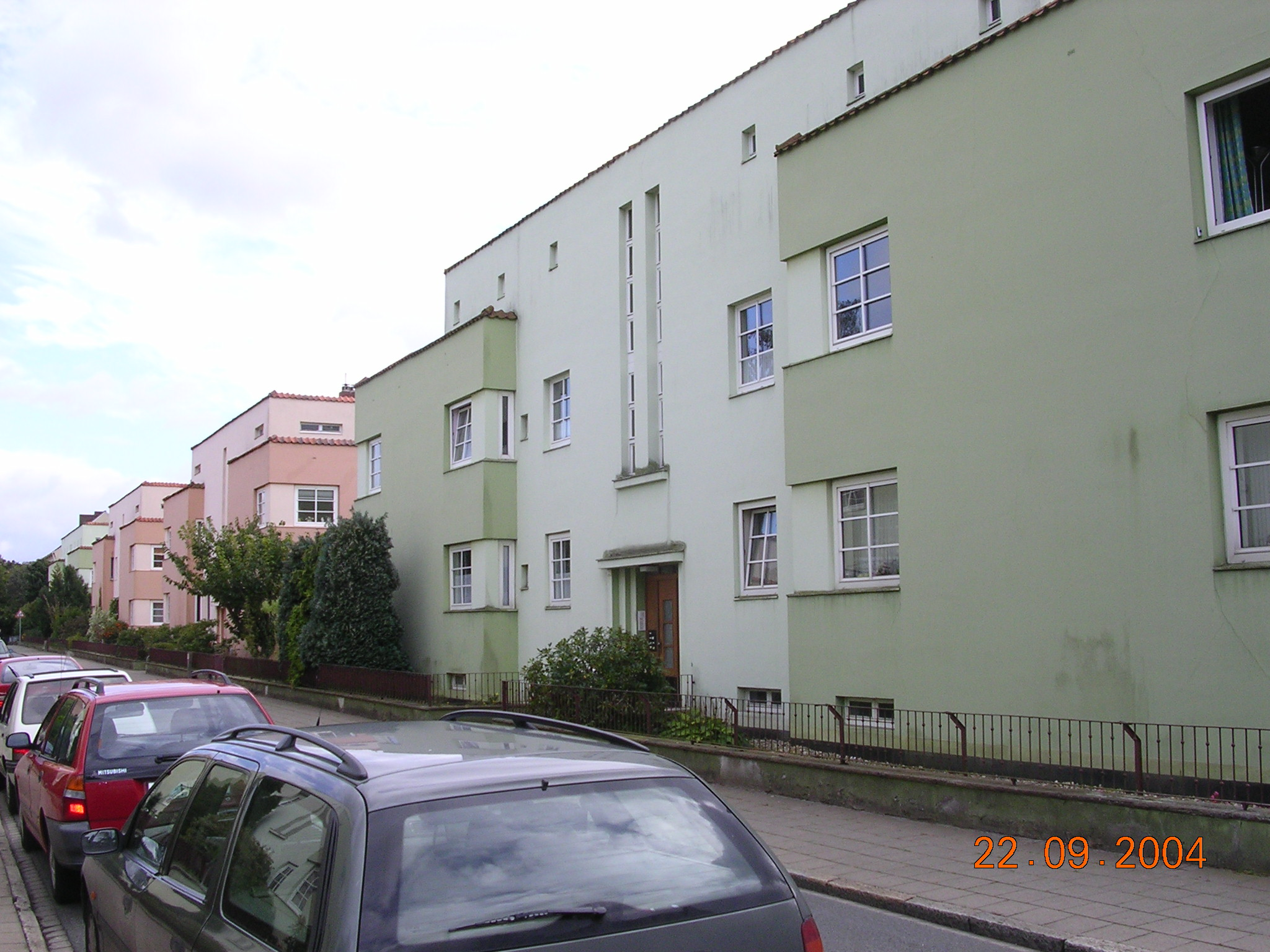
Siedlungsbild vor der letzten Modernisierung (2004)
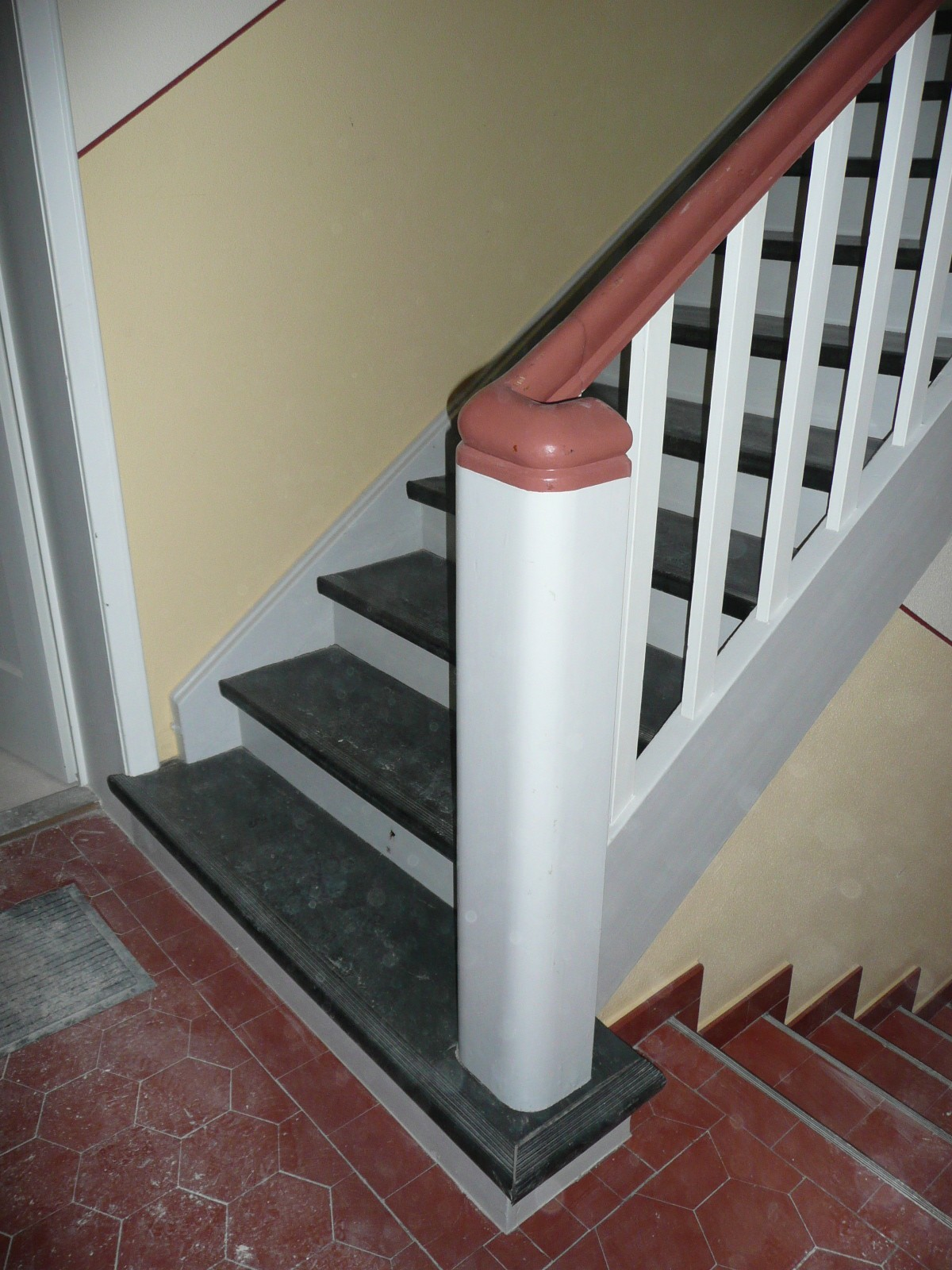
Italienischer Garten 3, Treppenhaus (2008)

## Stil, Rezeption und Bedeutung

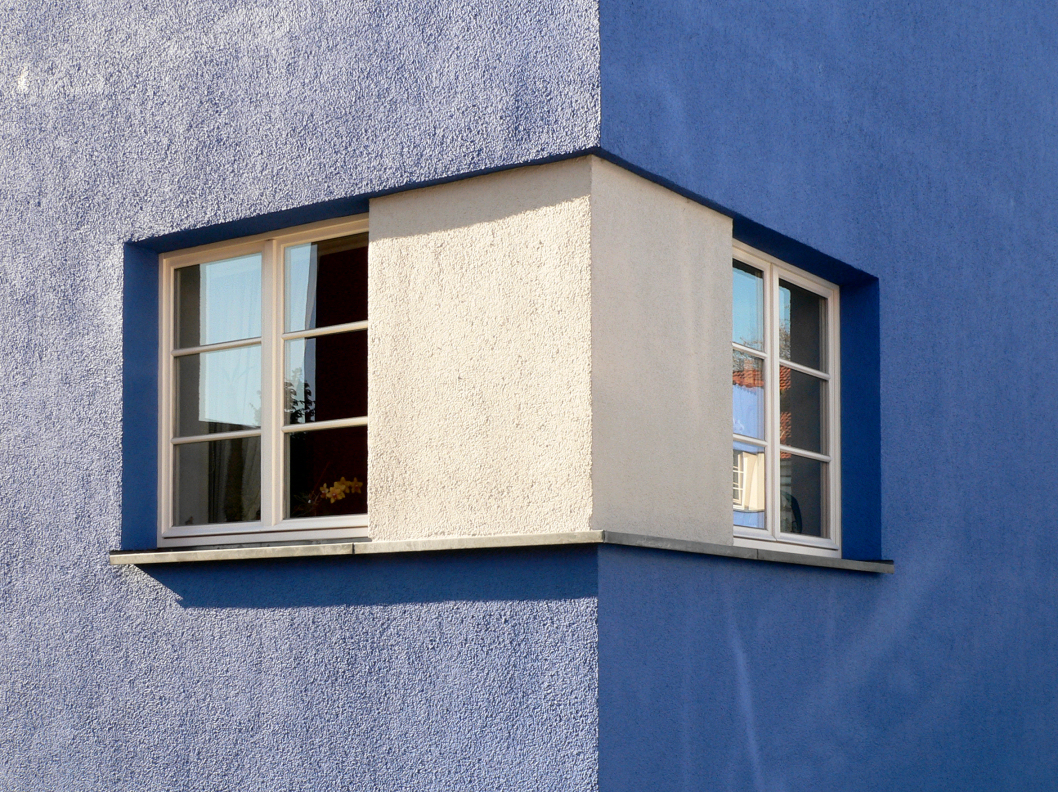
Angedeutete Übereckfenster an der Hauskante als Stilelement des Neuen Bauens

Die beiden Sechsfamilienhäuser am Eingang der Siedlung stehen im Zusammenhang mit Otto Haesler Stillage des Expressionismus, den er kurzzeitig von 1922 bis 1924 pflegte. Sie sind zeitgleich wie die Flachdachbauten geplant und errichtet worden. Ihr auffällig abweichendes Erscheinungsbild dürfte auf eine gewollte gewisse ‚Abschirmung‘ der dahinter liegenden, ungewöhnlichen und farbigen Flachdachbauten an der seinerzeit stark frequentierten Ausfallstraße zurückzuführen sein.
Die Gestaltung der acht Flachdachbauten weist auf Vorbilder aus der zeitgenössischen niederländischen Architektur, insbesondere der Gruppe De Stijl, hin. Haesler übernahm davon einzelne formale Elemente wie Kuben, Flachdach, Übereckfenster und Farbigkeit. Eine Besonderheit mit Alleinstellungsmerkmal sind die oberen Fassadenabschlüsse mit Attikamäuerchen, die eine pultdachartige Ziegelabdeckung tragen.
Die öffentliche Kritik in der Entstehungszeit am neuen Architekturstil der Siedlung fiel moderat aus. Im Celler Volksmund hieß die Siedlung anfangs neckend „Neu Jerusalem“ oder „Marokko“, was sich auf die Flachdächer bezog, die in der Fachwerkstadt Celle neu waren. Ernsthaft kritisiert wurden allerdings die nicht zum sozialen Anspruch der Volkshilfegesellschaft passenden Wohnungsgrößen, welche die Cellesche Zeitung 1925 als „Paläste und Luxuswohnungen“ bezeichnete.
Mit ihrem kontrastreichen Fassadenanstrich betonten Haesler und Völker die Bedeutung von Farbe in der Architektur. Die Siedlung gilt als erste farbige Siedlung im Stil des Neuen Bauens, was bereits in zeitgenössischen Fachkreisen auf Anerkennung stieß. 1926 führten Fachleute eine Exkursion zur Siedlung im Rahmen der Fachtagung „Förderung der Farbe im Stadtbild“ in Hannover durch.
Die Siedlung Italienischer Garten war vor den Siedlungen Georgsgarten, Blumläger Feld und Wohnhausgruppe Waack das erste von insgesamt vier Siedlungsprojekten Otto Haeslers in Celle. Diese von ihm auch in Publikationen verbreiteten und beworbenen Bauten verschafften ihm in der zweiten Hälfte der 1920er Jahre internationale Anerkennung mit Folgeaufträgen in Karlsruhe, Berlin und Kassel, was Haesler zu einem führenden Repräsentanten des Siedlungsbaus im Neuen Bauen werden ließ.

## Restaurierungen
In den 1970er Jahren erfuhr die Siedlung Italienischer Garten eine durchgreifende Modernisierung, die stark in Substanz und Erscheinungsbild eingriff. Im Äußeren zeigte sich dies durch den Verlust aller Originalfenster und Haustüren sowie in den rosa und hellgrünen Fassadenanstrichen. Die Vorgartenzäune verschwanden und hohe Gehölze verdeckten die Fassaden teilweise.
2005 bis 2006 wurde die Flachdachsiedlung ein weiteres Mal umfassend modernisiert, wobei man nun gleichzeitig das ursprüngliche Fassadenerscheinungsbild wiederherstellen wollte. Beim Außenbau wurden die Nachbildung der weißen Holzsprossenfenster (die aber entgegen den Originalen nun nach innen aufschlagen) und die ungefähre Wiederherstellung der originalen Rot-Blau-Starkfarbigkeit erkauft mit dem Kompromiss eines auf alle Fassaden angebrachten Wärmedämmverbundsystems von 12 cm Stärke. Die Gesamtwirkung ist durch die veränderte Materialität und Proportionalität (aufgedoppelte Wärmedämmung) beeinträchtigt.

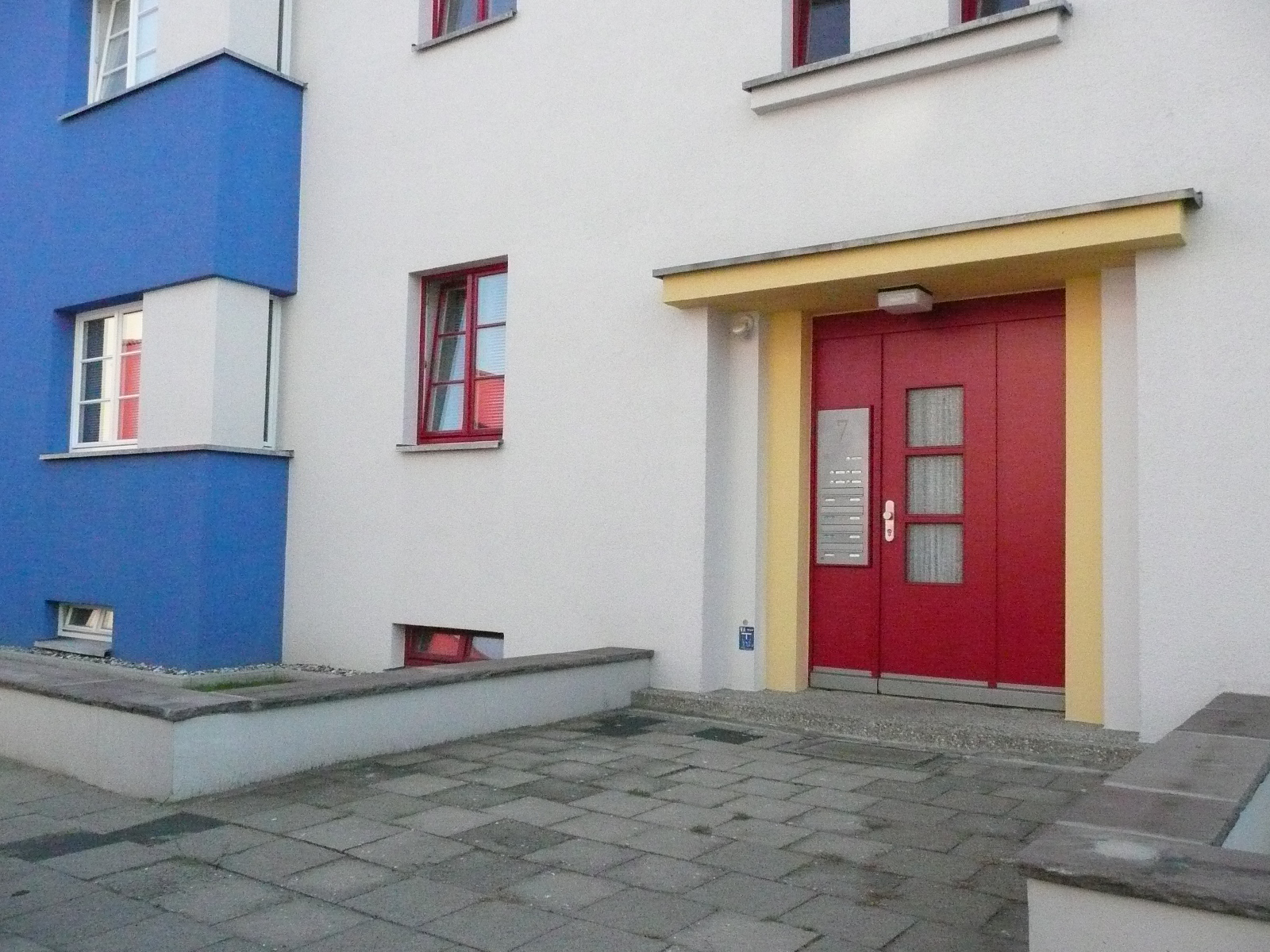
Hauseingang von Italienischer Garten 7 (2008)
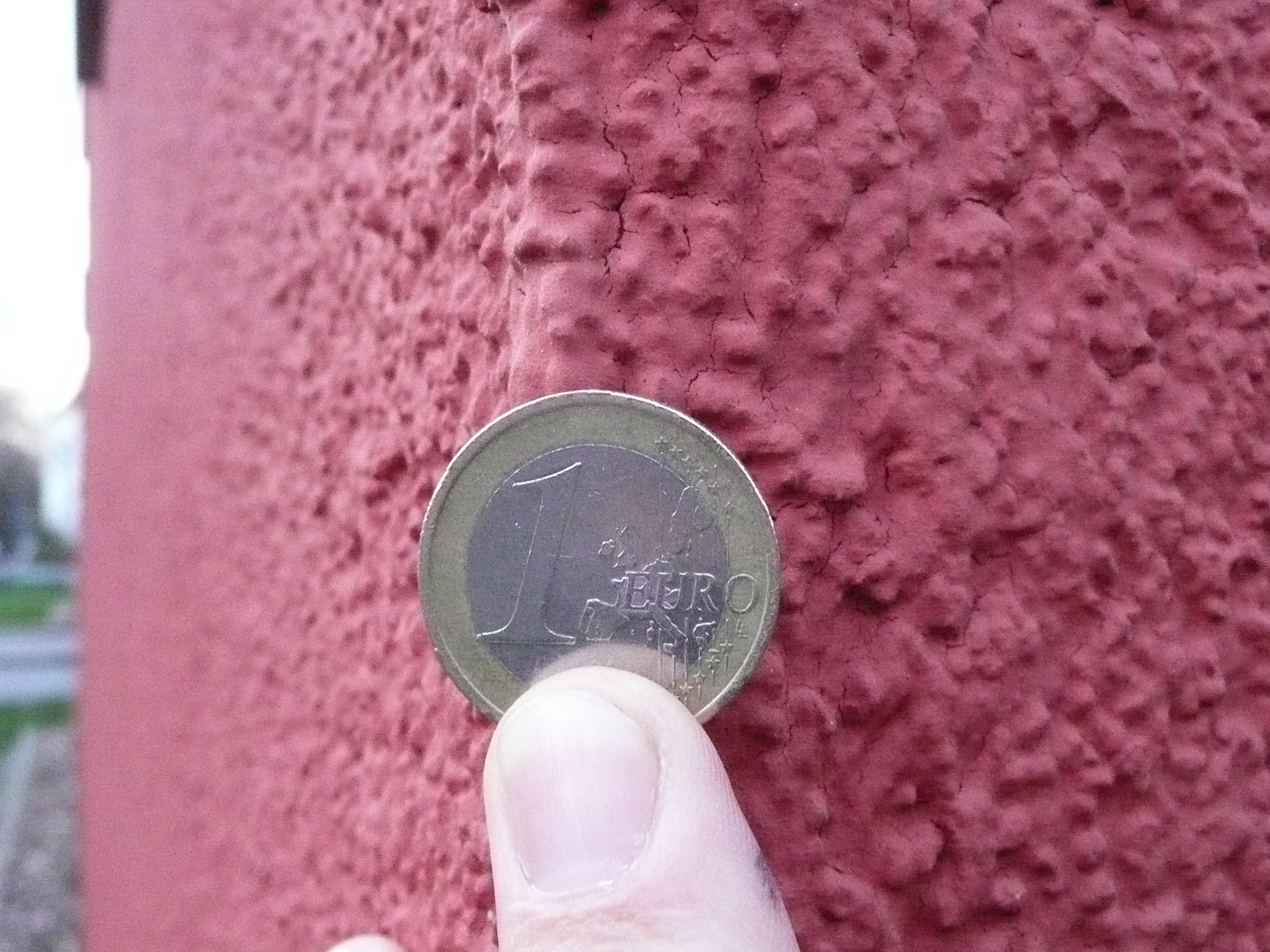
Strukturputz auf Wärmedämmverbundsystem (2009)
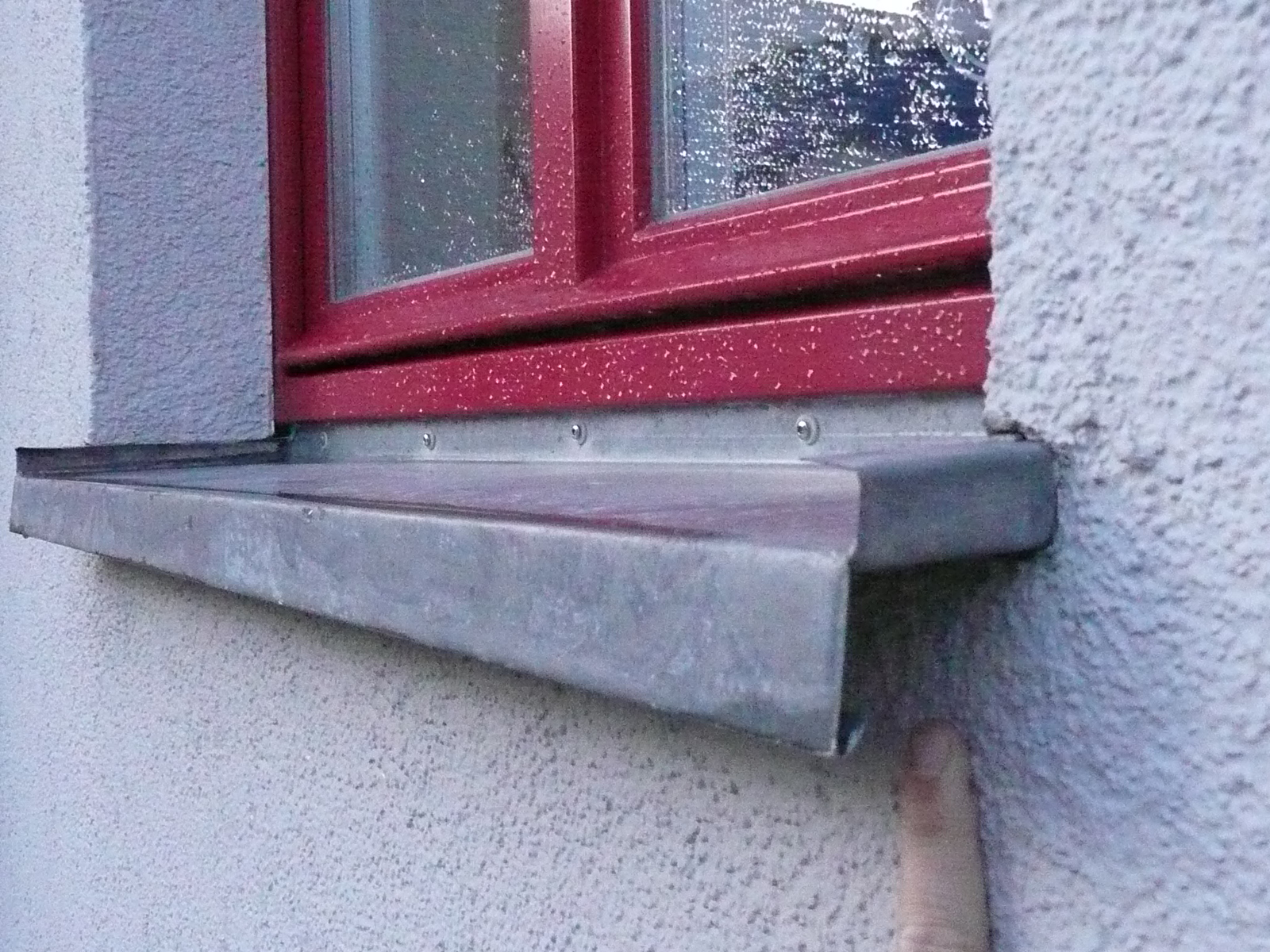
Neue Fenster und Standard-Fensterbankbleche (2009)